# Maria Pekli
Maria Pekli, nach Heirat Maria Kelly, (* 12. Juni 1972 in Baja) ist eine ehemalige australische Judoka, die bis 1996 für Ungarn antrat.

## Sportliche Karriere
1989 war Pekli ungarische Landesmeisterin im Halbleichtgewicht, bei den Junioreneuropameisterschaften 1989 belegte sie den zweiten Platz. 1990 wechselte die 1,58 m große Pekli ins Leichtgewicht, die Gewichtsklasse bis 56 Kilogramm. 1991 gewann sie in dieser Gewichtsklasse ihren ersten ungarischen Landesmeistertitel, von 1993 bis 1996 folgten vier weitere. Bei der olympischen Premiere des Frauen-Judo 1992 in Barcelona verlor sie bereits ihren ersten Kampf. 
Bei den Judo-Weltmeisterschaften 1993 belegte sie den fünften Platz nach vier Siegen und zwei Niederlagen gegen die Japanerin Chiyori Tateno und die Niederländerin Jessica Gal. 1995 war sie Siebte der Europameisterschaften. Bei den Europameisterschaften 1996 traf Pekli im Finale auf Jessica Gal und erhielt die Silbermedaille. Bei den Olympischen Spielen 1996 in Atlanta gewann sie ihre ersten zwei Kämpfe und unterlag dann der Spanierin Isabel Fernández. In der Hoffnungsrunde verlor sie gegen Zülfiyyə Hüseynova aus Aserbaidschan und belegte schließlich den neunten Platz. Am 12. Oktober gewann Pekli die ungarischen Meisterschaften. Danach verließ sie Ungarn, nachdem sie sich mit dem ungarischen Verband zerstritten hatte. 
Nach ihrem Wechsel nach Australien trainierte sie beim Caulfield Judo Club in Melbourne. Sie gewann die australischen Meisterschaften von 1997 bis 1999, war aber für drei Jahre international gesperrt. Im Oktober 1999 belegte sie bei zwei internationalen Turnieren in Nordamerika den dritten Platz. 2000 siegte Pekli bei den Ozeanienmeisterschaften. Zwei Wochen danach erreichte sie beim Weltcup-Turnier in Rom das Finale, das sie gegen die Kubanerin Yurisleidy Lupetey verlor. Eine Woche nach Rom belegte sie auch beim Weltcup-Turnier von Rotterdam den zweiten Platz, diesmal hinter der Belgierin Marisabel Lomba. Bei den Olympischen Spielen 2000 in Sydney unterlag Pekli im Halbfinale der Spanierin Isabel Fernández, im Kampf um Bronze bezwang sie die Italienerin Cinzia Cavazzuti. Damit hatte sie 36 Jahre nach Theodore Boronovskis die zweite olympische Judo-Medaille für Australien gewonnen. Bis 2016 kam keine weitere hinzu.
Von 1997 bis 2003 gewann Pekli sieben australische Landesmeistertitel, 2002, 2003 und 2004 siegte sie bei den Ozeanienmeisterschaften. Außerdem gewann sie bei den Commonwealth Games 2002 in Manchester. Bei den Judo-Weltmeisterschaften 2003 belegte sie den fünften Platz. Nachdem sie bei den Olympischen Spielen 2004 in ihrem ersten Kampf gegen die Schweizerin Lena Göldi ausgeschieden war, zog sich Pekli zwei Jahre vom Leistungssport zurück. 2007 war sie wieder dabei und 2008 siegte sie noch einmal bei den Ozeanienmeisterschaften. Bei den Olympischen Spielen 2008 in Peking erreichte sie das Halbfinale, nach Niederlagen gegen die Italienerin Giulia Quintavalle und die Brasilianerin Ketleyn Quadros belegte sie den fünften Platz.
Maria Pekli ist verheiratet mit dem australischen Judoka und vierfachen Olympiateilnehmer Daniel Kelly. 2015 wurde sie in die Hall of Fame der International Judo Federation aufgenommen. Maria Pekli-Kelly ist seit 2017 beim australischen Judoverband als technische Direktorin angestellt.